# Phoracantha gracilis
Phoracantha gracilis är en skalbaggsart som beskrevs av Benoit-Philibert Perroud 1855. Phoracantha gracilis ingår i släktet Phoracantha och familjen långhorningar. Inga underarter finns listade i Catalogue of Life.